# Torre de Cadalso

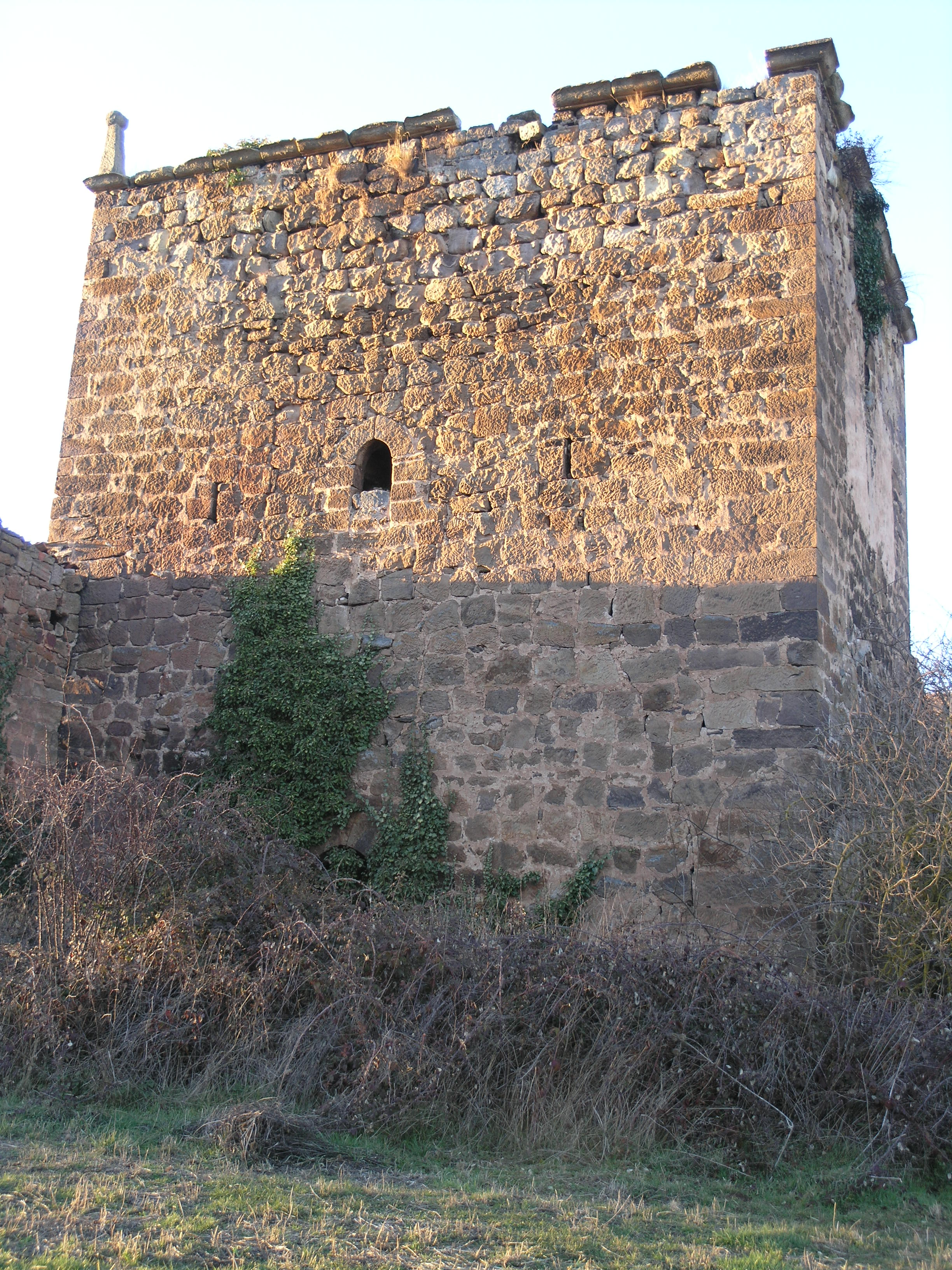
Torre de Cadalso.

La torre de Cadalso, en el término municipal de Valderredible (Cantabria, España), fue declarada Bien de Interés Cultural en el año 1992. Se encuentra en la mies de la localidad de Cadalso, en una gran zona plana a orillas del río Ebro.

## Historia
Aunque de estilo que se ha considerado gótico, se ha datado esta edificación en el siglo XVI pudiendo ser incluso posterior. Por un lado, a diferencia de las atalayas medievales, no está en un alto dominando el terreno, sino en la mies del pueblo, entre la carretera que va desde Polientes, capital municipal, hacia Escalada (Burgos), y el río Ebro, con lo que era más bien una casa-fuerte signo del poder señorial. En segundo lugar, a diferencia de las torres medievales, aparecen algunos elementos ornamentales, como una moldura en la cornisa, pináculos rematando las esquinas y un cierto número de vanos.
Una de las acepciones de la palabra cadalso es «Fortificación o baluarte de madera» y, en concreto, ciertas galerías que estaban en la parte superior de las torres. De este elemento defensivo típico de la Edad Media surgió el nombre de la localidad.
La Torre de Cadalso obtuvo la condición de Bien de Interés Cultural en virtud de la Ley 16/1985 de 25 de junio de Patrimonio Histórico Español por encontrarse al amparo del Decreto de Protección de Castillos de 22 de abril de 1949. La zona de protección de la misma está delimitado por la intersección del meandro que forma el río Ebro con la carretera de Ruerrero a Villaescusa de Ebro. Se justificó este entorno como manera de 

valorar aspectos visuales y paisajísticos de la torre como base y fondo de perspectivas, la relación de la misma con el río y su abundante vegetación de ribera, mantener el carácter rural del entorno y controlar las relaciones existentes entre el bien declarado y el pequeño núcleo de edificaciones situado junto a la carretera. Los límites coinciden con lindes de parcelas y el trazado de carreteras y caminos.

## Descripción
Se trata de una casa-fuerte de planta cuadrada de 8 metros de lado y 10 de altura. Los muros tienen un espesor de cerca de un metro. Están ejecutados en sillar rústico, unido con argamasa. La sillería se reserva para los vanos y los esquinales. Tiene dos plantas. A lo largo del borde superior corría una cornisa decorada con moldura, hoy fragmentada. Se cree que en el pasado tuvo cubierta a cuatro aguas y en cada esquina estaría rematado por un pináculo acabado en una bola. En la actualidad, ese elemento decorativo sólo se conserva en la esquina suroeste.
En la fachada suroeste hay una puerta de entrada, con arco de medio punto. Hay una ventana de arco de medio punto tanto en el primer piso de esta fachada, como en el segundo de la occidental y también en la oriental; no hay aberturas en la cara norte.
Anejo a ella hay otros cuerpos que construidos en piedra, madera y adobe, que dejan la torre a un lado formando un patio interior.